# Drakenslangen
Drakenslangen is een attractie in het Nederlandse pretpark Toverland. De attractie is geopend in 2001 en bestaat sinds 2002 uit 3 waterglijbanen waar men met bootjes vanaf glijdt.
In 2002 is er naast de 2 blauwe Hara Kiri Raft Slide waterglijbanen nog een zwarte waterglijbaan geopend van het type Aqua Snake. Deze is langer en is overdekt. Deze zwarte glijbaan heette van 2002 tot en met 2018 Aqua Snake. 
In 2018 is de naam van de attractie veranderd van Hara Kiri naar Drakenslangen omdat de naam een Japanse vorm van zelfmoord is. De 3 glijbanen heten nu alle 3 samen Drakenslangen.
Lijst van attracties in Attractiepark Toverland · Afbeeldingen